# Brother Firetribe
Brother Firetribe ist eine finnische Rockband. Bekanntestes Mitglied war der Gitarrist Emppu Vuorinen, der auch bei Nightwish aktiv ist. Zu den größten Einflüssen der Band zählen Van Halen und Journey.

## Geschichte
Brother Firetribe gründete sich im Jahre 2002 als False Metal. Später änderte die Band den Namen zu Brother Firetribe. Hintergrund des Bandnamens ist ein Wortspiel. Der Name des finnischen Tennisspielers Veli Paloheimo übersetzt sich ins Englische wörtlich zu Brother Firetribe.
Am 21. Juni 2006 erschien über Spinefarm Records das Debütalbum False Metal. Der Albumtitel ist eine Anspielung auf den Manowar-Slogan „Death to False Metal“. Mit One Single Breath und I’m on Fire wurden zwei Singles ausgekoppelt.
Ihr zweites Studioalbum, in welchem die schwedische Sängerin Anette Olzon (Ex-Nightwish) bei einem Lied als Gastsängerin auftritt, wurde am 17. April 2008 veröffentlicht.
Nach dem Album Diamond in the Firepit im Jahr 2014 erschien Ende 2016 die Singleauskopplung Taste of a Champion, der im März 2017 das dazugehörige Album "Sunbound" folgte. Mit diesem Album ging die Band 2017 auf eine Club-Tour durch Europa.
Im Februar 2020 stieg Emppu Vuorinen wegen seiner Verpflichtungen bei seiner Hauptband Nightwish aus und wurde durch Roope Riihijärvi ersetzt.

## Diskografie

### Alben
| Jahr | Titel                  | Höchstplatzierung, Gesamtwochen, AuszeichnungChartsChartplatzierungen (Jahr, Titel, Platzierungen, Wochen, Auszeichnungen, Anmerkungen) | Anmerkungen |
| Jahr | Titel                  | FI | Anmerkungen |
| ---- | ---------------------- | --- | ----------- |
| 2006 | False Metal            | FI22 (5 Wo.)FI |             |
| 2008 | Heart Full of Fire     | FI6 (12 Wo.)FI |             |
| 2014 | Diamond in the Firepit | FI7 (12 Wo.)FI |             |
| 2017 | Sunbound               | FI5 (3 Wo.)FI |             |
| 2020 | Feel the Burn          | FI5 (4 Wo.)FI |             |

### Singles
| Jahr | Titel Album                           | Höchstplatzierung, Gesamtwochen, AuszeichnungChartsChartplatzierungen (Jahr, Titel, Album, Platzierungen, Wochen, Auszeichnungen, Anmerkungen) | Anmerkungen |
| Jahr | Titel Album                           | FI | Anmerkungen |
| ---- | ------------------------------------- | --- | ----------- |
| 2006 | I’m on Fire                           | FI10 (2 Wo.)FI |             |
| 2007 | I Am Rock                             | FI6 (2 Wo.)FI |             |
| 2008 | Runaways                              | FI6 (1 Wo.)FI |             |
| 2008 | Heart Full of Fire … And Then Some EP | FI8 (12 Wo.)FI |             |

Weitere Singles
- 2006: One Single Breath
- 2016: Taste of a Champion
- 2020: Rock in the City